# José Luis Lacunza Maestrojuán

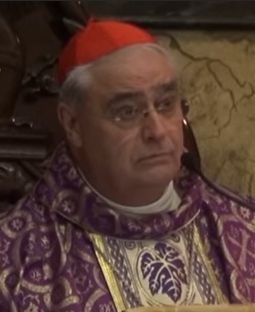
Kardinal Lacunza Maestrojuán (2015)

Kardinalswappen

José Luis Kardinal Lacunza Maestrojuán OAR (* 24. Februar 1944 in Pamplona) ist ein spanischer Ordensgeistlicher und emeritierter römisch-katholischer Bischof von David in Panama.

## Leben
José Luis Lacunza Maestrojuán trat der Ordensgemeinschaft der Augustiner-Rekollekten bei und empfing am 13. Juli 1969 die Priesterweihe. Er war zunächst Religionslehrer in Madrid, ehe er von seinem Orden nach Panama entsandt wurde. Von 1979 bis 1985 war Lacunza Rektor des Colegio San Agustín.
Papst Johannes Paul II. ernannte ihn am 30. Dezember 1985 zum Weihbischof in Panama und Titularbischof von Partenia. Der Apostolische Nuntius in Panama, José Sebastián Laboa Gallego, spendete ihm am 18. Januar des nächsten Jahres die Bischofsweihe; Mitkonsekratoren waren Marcos Gregorio McGrath CSC, Erzbischof von Panama, und José Agustín Ganuza García OAR, Prälat von Bocas del Toro. Als Wahlspruch wählte er “Praesumus si prosumus” (Augustinus, Miscellanea Augustiniana, Romae 1930, Bd. 1, S. 565, deutsch: „Wir haben Autorität (wörtlich: wir sitzen vor), wenn wir dienen“).
Am 29. Oktober 1994 wurde er von Johannes Paul II. zum Bischof von Chitré ernannt. Am 2. Juli 1999 wurde er zum Bischof von David ernannt. Von 2000 bis 2004 war Lacunza Präsident der Bischofskonferenz von Panama, dasselbe Amt bekleidete er erneut von 2007 bis 2013.
Im feierlichen Konsistorium vom 14. Februar 2015 nahm ihn Papst Franziskus als Kardinalpriester mit der Titelkirche San Giuseppe da Copertino in das Kardinalskollegium auf.
Nachdem er am 31. Januar 2024 nicht zu einer Messe erschienen war, wurde er als vermisst gemeldet. Tags darauf wurde er in der Provinz Chiriqui in seinem Auto in leicht verwirrtem Zustand wiedergefunden.
Am 15. Februar 2024 nahm Papst Franziskus seinen altersbedingten Rücktritt an.

## Mitgliedschaften
Kardinal Maestrojuán war Mitglied folgender Organisationen der Römischen Kurie:
- Kongregation für das Katholische Bildungswesen (ab 2015[4], ab 2023 Dikasterium für die Kultur und die Bildung[5] bis 2024)
- Päpstlicher Rat für die Kultur (2015–2022)[4]
- Päpstliche Kommission für Lateinamerika (2015–2024)[6]